# Kryterium Asów Polskich Lig Żużlowych 1983

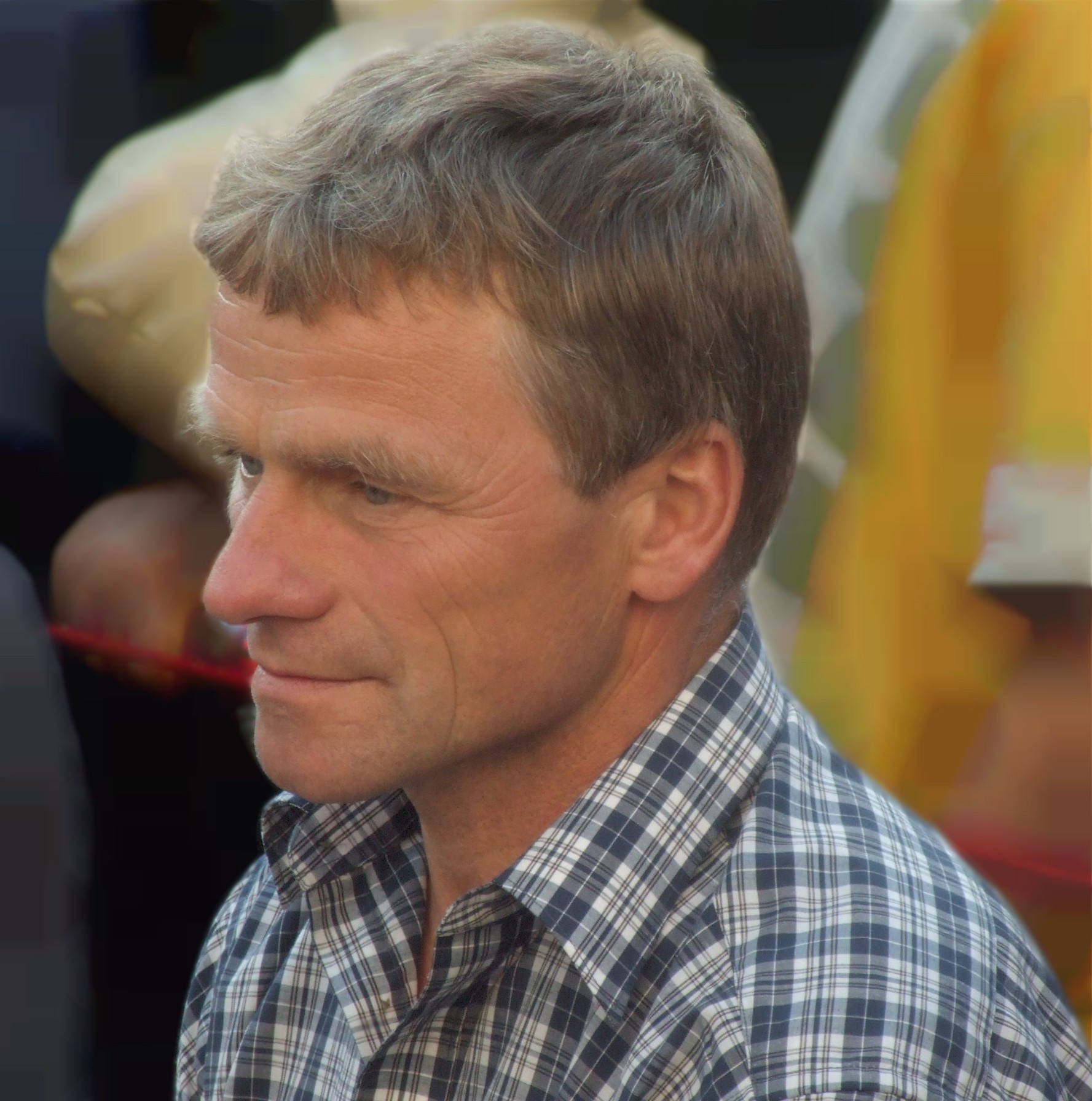
Andrzej Huszcza

II Kryterium Asów Polskich Lig Żużlowych odbył się 27 marca 1983. Zwyciężył Andrzej Huszcza.

## Wyniki
- 27 marca 1983 (niedziela), Stadion Polonii Bydgoszcz

| Msc. | Zawodnik                   | Klub                 | Pkt  |               |  |
| ---- | -------------------------- | -------------------- | ---- | ------------- |  |
| 1    | Andrzej Huszcza            | Falubaz Zielona Góra | 14   | (brak danych) |  |
| 2    | Roman Jankowski            | Unia Leszno          | 13   | (brak danych) |  |
| 3    | Bolesław Proch             | Polonia Bydgoszcz    | 12   | (brak danych) |  |
| 4    | Jerzy Rembas               | Stal Gorzów Wlkp.    | 11   | (brak danych) |  |
| 5    | Wojciech Żabiałowicz       | Apator Toruń         | 10+3 | (brak danych) |  |
| 6    | Maciej Jaworek             | Falubaz Zielona Góra | 10+u | (brak danych) |  |
| 7    | Piotr Pyszny               | ROW Rybnik           | 9    | (brak danych) |  |
| 8    | Marek Ziarnik              | Polonia Bydgoszcz    | 8    | (brak danych) |  |
| 9    | Zenon Kasprzak             | Unia Leszno          | 7    | (brak danych) |  |
| 10   | Zdzisław Rutecki           | Polonia Bydgoszcz    | 6    | (brak danych) |  |
| 11   | Zenon Plech                | Wybrzeże Gdańsk      | 6    | (brak danych) |  |
| 12   | Jan Ząbik                  | Apator Toruń         | 5    | (brak danych) |  |
| 13   | Andrzej Maroszek           | Polonia Bydgoszcz    | 3    | (brak danych) |  |
| 14   | Leonard Raba               | Kolejarz Opole       | 2    | (brak danych) |  |
| 15   | Lech Kędziora              | GKM Grudziądz        | 2    | (brak danych) |  |
| 16   | Edward Jancarz             | Stal Gorzów Wlkp.    | 1    | (brak danych) |  |
|      | rez. Kazimierz Ziarnik     | Polonia Bydgoszcz    | 1    | (brak danych) |  |
|      | rez. Adam Wolski           | Polonia Bydgoszcz    | 0    | (brak danych) |  |
|      | rez. Ryszard Dołomisiewicz | Polonia Bydgoszcz    | 0    | (brak danych) |  |